# WCW Uncensored
Uncensored foi um evento de wrestling profissional em formato pay-per-view realizado pela World Championship Wrestling de 1995 até 2000. No ano seguinte, foi substituído pelo evento Greed.

## Edições
| #                           | Edição            | Data                | Cidade                            | Arena                     | Evento principal | Ref.  |
| --------------------------- | ----------------- | ------------------- | --------------------------------- | ------------------------- | --- | ----- |
| 1                           | Uncensored (1995) | 19 de março de 1995 | Tupelo, Mississippi               | Tupelo Coliseum           | Hulk Hogan derrotou Vader em uma Leather Strap match. | [ 1 ] |
| 2                           | Uncensored (1996) | 14 de março de 1996 | Tupelo, Mississippi               | Tupelo Coliseum           | Hulk Hogan e Randy Savage derrotaram The Alliance to End Hulkamania (Ric Flair, Arn Anderson, Meng, The Barbarian, Lex Luger, Kevin Sullivan, Z-Gangsta e The Ultimate Solution) em uma Tower of Doom Steel Cage match.                  | [ 1 ] |
| 3                           | Uncensored (1997) | 16 de março de 1997 | North Charleston, Carolina do Sul | North Charleston Coliseum | Team nWo (Kevin Nash, Scott Hall, Hollywood Hogan e Randy Savage) derrotaram Team Piper (Roddy Piper, Chris Benoit, Steve McMichael e Jeff Jarrett) e Team WCW (Lex Luger, The Giant e Scott Steiner) em uma Triangle Elimination match. | [ 1 ] |
| 4                           | Uncensored (1998) | 15 de março de 1998 | Mobile, Alabama                   | Mobile Civic Center       | Hollywood Hogan derrotou Randy Savage em uma Steel Cage match. | [ 1 ] |
| 5                           | Uncensored (1999) | 14 de março de 1999 | Louisville, Kentucky              | Freedom Hall              | Ric Flair derrotou Hollywood Hogan (c) em uma First Blood Barbed Wire Steel Cage match pelo WCW World Heavyweight Championship. | [ 1 ] |
| 6                           | Uncensored (2000) | 19 de março de 2000 | Miami, Flórida                    | AmericanAirlines Arena    | Hulk Hogan derrotou Ric Flair em uma Yappapi Indian Strap match. | [ 1 ] |
| (c) - Campeão antes da luta |                   |                     |                                   |                           | |       |